# Кампистеги, Хуан
Хуан Кампистеги Окскоби (исп. Juan Campisteguy Oxcoby; 7 сентября 1859 — 4 сентября 1937) — уругвайский военный, юрист и государственный деятель, президент Уругвая (1927—1931).

## Биография
Родился в семье баскского сержанта, служившего в Regimánt des Chasseurs Basques, подразделения, сформированного правительством для обороны территории Монтевидео. Начал военную карьеру в составе 3-го егерского батальона* на протяжении 15 лет служил под командованием Максимо Тахеса. Был участником Революции Кебрахо (31 мая 1886 г.).
В 1886 г. он окончил юридический факультет Республиканского университета, защитив диссертацию «Краткие соображения о национальности и гражданстве». Вместе с Хосе Батлье-и-Ордоньесом основал газету «День» («El Día»), был ее постоянным автором.
В 1891 г. был впервые избран в парламент от Рио-Негро. В 1897—1899 гг. — министр финансов, затем вновь вернулся на армейскую службу в звании подполковника, возглавлял 3-й батальон Национальной пехотной гвардии. В 1903—1904 гг. — министр внутренних дел, из-за конфликта с Батлье-и-Ордоньесом подал в отставку, став противником батлистского курса.
В 1905 г. был избран в Сенат и до 1911 был его президентом, в 1921 г. входил в состав Совета национальной администрации.
В 1927—1931 гг. — президент Уругвая. На этом посту стремился придерживаться курса на создание государства всеобщего благосостояния, пока Уругвай не столкнулся с последствиями глобального экономического кризиса. Добился расширения системы социального обеспечения в частном секторе, была введена 6-дневная рабочая недели в следующем году, Уругвай принял первый чемпионат мира по футболу (1930). В период его правления женщины впервые получили избирательное право на местных выборах.
Руководил Учредительным собранием, которое разработало Конституцию 1934 г.